# Persone di nome Robert/Giocatori di football americano
| Questa pagina contiene informazioni ricavate automaticamente dalle voci biografiche con l'ausilio del template Bio e di un bot. L'aggiornamento è periodico e automatico e ricostruisce completamente la pagina. Se manca una persona in questa lista, sei pregato di non aggiungerla, ma accertati piuttosto che la sua voce biografica contenga il template Bio e che i dati anagrafici siano correttamente compilati. Se il template Bio manca, inseriscilo tu stesso o, in alternativa, metti l'avviso {{tmp\|Bio}} che ne segnala la mancanza. Se i dati riportati sono sbagliati, correggi direttamente la voce biografica; le modifiche saranno visibili in questa lista entro pochi giorni. Per chiarimenti vedi il progetto antroponimi. La lista contiene solo le 107 persone che sono citate nell'enciclopedia e per le quali è stato implementato correttamente il template Bio. Pagina aggiornata al 22 lug 2025. |

Questa è una lista di persone presenti nell'enciclopedia che hanno il nome Robert e sono giocatori di football americano.

## A(4)
- Robert Alford, giocatore di football americano statunitense (Hammond, n. 1988)
- Bobby April, ex giocatore di football americano e allenatore di football americano statunitense (New Orleans, n. 1953)
- Bob Avellini, giocatore di football americano statunitense (New York, n. 1953 - Northborough, † 2024)
- Robert Ayers, giocatore di football americano statunitense (Clio, n. 1985)

## B(11)
- Bob Baumhower, ex giocatore di football americano statunitense (Portsmouth, n. 1955)
- Robert Beal Jr., giocatore di football americano statunitense (Detroit, n. 1999)
- Bobby Bell, ex giocatore di football americano statunitense (Shelby, n. 1940)
- Rocky Bernard, ex giocatore di football americano statunitense (Baytown, n. 1979)
- Robert Blanton, giocatore di football americano statunitense (n. 1989)
- Rocky Bleier, ex giocatore di football americano statunitense (Appleton, n. 1946)
- Bobby Boyd, giocatore di football americano statunitense (Dallas, n. 1937 - Garland, † 2017)
- Robert Brazile, ex giocatore di football americano statunitense (Mobile, n. 1953)
- Robert Brooks, ex giocatore di football americano statunitense (Greenwood, n. 1972)
- Bob Brudzinski, ex giocatore di football americano statunitense (Fremont, n. 1955)
- Bobby Butler, ex giocatore di football americano statunitense (Delray Beach, n. 1959)

## C(4)
- Rob Chudzinski, ex giocatore di football americano e allenatore di football americano statunitense (Toledo, n. 1968)
- Bob Clasby, ex giocatore di football americano statunitense (Detroit, n. 1960)
- Bob Crable, ex giocatore di football americano statunitense (Cincinnati, n. 1959)
- Bob Cryder, ex giocatore di football americano statunitense (East St. Louis, n. 1956)

## D(3)
- Joshua Dobbs, giocatore di football americano statunitense (Alpharetta, n. 1995)
- Bobby Douglass, ex giocatore di football americano statunitense (Manhattan, n. 1947)
- Robert Downs III, giocatore di football americano statunitense (Anaheim, n. 1998)

## F(6)
- Bob Fenimore, giocatore di football americano statunitense (Woodward, n. 1925 - † 2010)
- Terrence Flagler, ex giocatore di football americano statunitense (New York, n. 1964)
- Trey Flowers, giocatore di football americano statunitense (Huntsville, n. 1993)
- Robert Francois, giocatore di football americano statunitense (Highlands, n. 1985)
- Robert Frasco, ex giocatore di football americano statunitense
- Rob Fredrickson, ex giocatore di football americano statunitense (St. Joseph, n. 1971)

## G(8)
- Bob Gagliano, ex giocatore di football americano statunitense (Los Angeles, n. 1958)
- Robert Gallery, ex giocatore di football americano statunitense (Masonville, n. 1980)
- Bobby Garrett, giocatore di football americano statunitense (Los Angeles, n. 1932 - Westminster, † 1987)
- Robbie Gould, ex giocatore di football americano statunitense (Jersey Shore, n. 1982)
- Bob Griese, ex giocatore di football americano statunitense (Evansville, n. 1945)
- Robert Griffin III, ex giocatore di football americano statunitense (Prefettura di Okinawa, n. 1990)
- Rob Gronkowski, ex giocatore di football americano statunitense (Amherst, n. 1989)
- Bob Grupp, giocatore di football americano statunitense (Filadelfia, n. 1955)

## H(10)
- Robert Hainsey, giocatore di football americano statunitense (Pittsburgh, n. 1998)
- Robert Hardy, ex giocatore di football americano statunitense (Tulsa, n. 1956)
- RJ Harvey, giocatore di football americano statunitense (Orlando, n. 2001)
- Robert Herron, giocatore di football americano statunitense (Los Angeles, n. 1992)
- Robert Hicks, ex giocatore di football americano statunitense (Atlanta, n. 1974)
- Rob Housler, giocatore di football americano statunitense (El Paso, n. 1988)
- Cal Hubbard, giocatore di football americano e arbitro di baseball statunitense (Keytesville, n. 1900 - St. Petersburg, † 1977)
- Sam Huff, giocatore di football americano statunitense (Edna, n. 1934 - Winchester, † 2021)
- Charley Hughlett, giocatore di football americano statunitense (Tampa, n. 1990)
- Robert Hunt, giocatore di football americano statunitense (Jasper, n. 1996)

## J(6)
- Robert Jackson, ex giocatore di football americano statunitense (Houston, n. 1954)
- Bob Jeter, giocatore di football americano statunitense (Union, n. 1937 - Chicago, † 2008)
- Bob Johnson, ex giocatore di football americano statunitense (Gary, n. 1946)
- Robert Johnson, giocatore di football americano e allenatore di football americano statunitense (Americus, n. 1982)
- Robert Jones, ex giocatore di football americano statunitense (Blackstone, n. 1970)
- Bob Jury, ex giocatore di football americano statunitense (Los Angeles, n. 1955)

## K(3)
- Rob Kelley, giocatore di football americano statunitense (New Orleans, n. 1992)
- Bob Kuechenberg, giocatore di football americano statunitense (Gary, n. 1947 - Fort Lauderdale, † 2019)
- Bob Kula, ex giocatore di football americano statunitense (n. 1967)

## L(5)
- Yale Lary, giocatore di football americano statunitense (Fort Worth, n. 1930 - Fort Worth, † 2017)
- Bobby Layne, giocatore di football americano statunitense (Santa Anna, n. 1926 - Lubbock, † 1986)
- Robert Lester, giocatore di football americano statunitense (Foley, n. 1988)
- Bob Lilly, ex giocatore di football americano statunitense (Olney, n. 1939)
- Bob Lurtsema, ex giocatore di football americano statunitense (Grand Rapids, n. 1942)

## M(4)
- Robert Mathis, ex giocatore di football americano statunitense (Atlanta, n. 1981)
- R.W. McQuarters, ex giocatore di football americano statunitense (Tulsa, n. 1976)
- Bobby Mitchell, giocatore di football americano statunitense (Hot Springs, n. 1935 - Washington, † 2020)
- Rob Morris, ex giocatore di football americano statunitense (Nampa, n. 1975)

## N(3)
- Robbie Nichols, giocatore di football americano statunitense (Cleveland, n. 1946 - † 2011)
- Rob Ninkovich, giocatore di football americano statunitense (Blue Island, n. 1984)
- Robert Nkemdiche, giocatore di football americano statunitense (Atlanta, n. 1994)

## O(3)
- Davey O'Brien, giocatore di football americano statunitense (Dallas, n. 1917 - Fort Worth, † 1977)
- Bobby Okereke, giocatore di football americano statunitense (Santa Ana, n. 1996)
- Bob Otto, ex giocatore di football americano statunitense (Sacramento, n. 1962)

## P(3)
- Bob Penchion, ex giocatore di football americano statunitense (Town Creek, n. 1949)
- Bob Perina, giocatore di football americano statunitense (Irvington, n. 1921 - Madison, † 1991)
- Robert Porcher, ex giocatore di football americano statunitense (Wando, n. 1969)

## Q(1)
- Robert Quinn, giocatore di football americano statunitense (Ladson, n. 1990)

## R(4)
- John Riggins, ex giocatore di football americano statunitense (Seneca, n. 1949)
- Robert Edwards, ex giocatore di football americano statunitense (Tennille, n. 1974)
- Robert Rochell, giocatore di football americano statunitense (Shreveport, n. 1998)
- Bob Rush, ex giocatore di football americano statunitense (Santa Monica, n. 1955)

## S(10)
- Robert Sands, giocatore di football americano statunitense (Jacksonville, n. 1989)
- Bob Shaw, giocatore di football americano, allenatore di football americano e cestista statunitense (Richwood, n. 1921 - Westerville, † 2011)
- Robert Shaw, ex giocatore di football americano statunitense (Tuscaloosa, n. 1956)
- Bobby Simpson, giocatore di football americano, cestista e dirigente sportivo canadese (Windsor, n. 1930 - Ottawa, † 2007)
- Rob Sims, ex giocatore di football americano statunitense (Macedonia, n. 1983)
- Bob Skoronski, giocatore di football americano statunitense (Ansonia, n. 1934 - Madison, † 2018)
- Robert Smith, ex giocatore di football americano statunitense (Euclid, n. 1972)
- Robert Spillane, giocatore di football americano statunitense (Oak Park, n. 1995)
- Bob St. Clair, giocatore di football americano statunitense (San Francisco, n. 1931 - Santa Rosa, † 2015)
- Robert Steeples, giocatore di football americano statunitense (St. Louis, n. 1989)

## T(8)
- Bob Talamini, giocatore di football americano statunitense (Louisville, n. 1939 - † 2022)
- Robert Thomas, ex giocatore di football americano statunitense (El Centro, n. 1980)
- Bobby Thomason, giocatore di football americano statunitense (Albertville, n. 1928 - Charlotte, † 2013)
- Robbie Tobeck, ex giocatore di football americano statunitense (Tarpon Springs, n. 1970)
- Robert Tonyan, giocatore di football americano statunitense (McHenry, n. 1994)
- Robert Turbin, ex giocatore di football americano statunitense (Oakland, n. 1989)
- Bake Turner, giocatore di football americano statunitense (Alpine, n. 1940)
- Robert Tyler, ex giocatore di football americano statunitense (Savannah, n. 1965)

## V(1)
- Bob Vogel, ex giocatore di football americano statunitense (Columbus, n. 1941)

## W(9)
- John Wade, giocatore di football americano statunitense (Harrinsonburg, n. 1975)
- Bobby Walden, giocatore di football americano statunitense (Boston, n. 1938 - Bainbridge, † 2018)
- Bob Waterfield, giocatore di football americano statunitense (Elmira, n. 1920 - Burbank, † 1983)
- Bob Waters, giocatore di football americano statunitense (Millen, n. 1938 - † 1989)
- Robert Werner, ex giocatore di football americano tedesco (Cottbus)
- Bob Williams, giocatore di football americano statunitense (Cumberland, n. 1930 - † 2016)
- Bobby Wilson, giocatore di football americano statunitense (Chicago, n. 1968 - Lansing, † 2023)
- Robert Windsor, ex giocatore di football americano statunitense (Green Bay, n. 1997)
- Robert Woods, giocatore di football americano statunitense (Gardena, n. 1992)

## Z(1)
- Robert Zernicke, ex giocatore di football americano e allenatore di football americano tedesco (Braunschweig, n. 1983)